# Un balcon à Paris
Un balcon à Paris est un tableau de Gustave Caillebotte réalisé entre 1880 et 1881. Il est conservé dans une collection privée. Il mesure 55,2 cm de hauteur sur 39 cm de longueur. Il représente une vue de Paris (le boulevard Haussmann) de l'appartement du 31 boulevard Haussmann, au coin de la rue Gluck (derrière l'Opéra), où demeuraient Gustave Caillebotte et son frère Martial. Plusieurs toiles de l'artiste reprennent cette vue, comme: L'Homme au balcon (1880, coll. part.), L'Homme au balcon, boulevard Haussmann (1880, coll. part.), Un balcon (1880, coll. part.), Boulevard Haussmann, effet de neige (1880-1881, coll. part.), Boulevard Haussmann sous la neige (1880-1881, musée du château de Flers), etc.

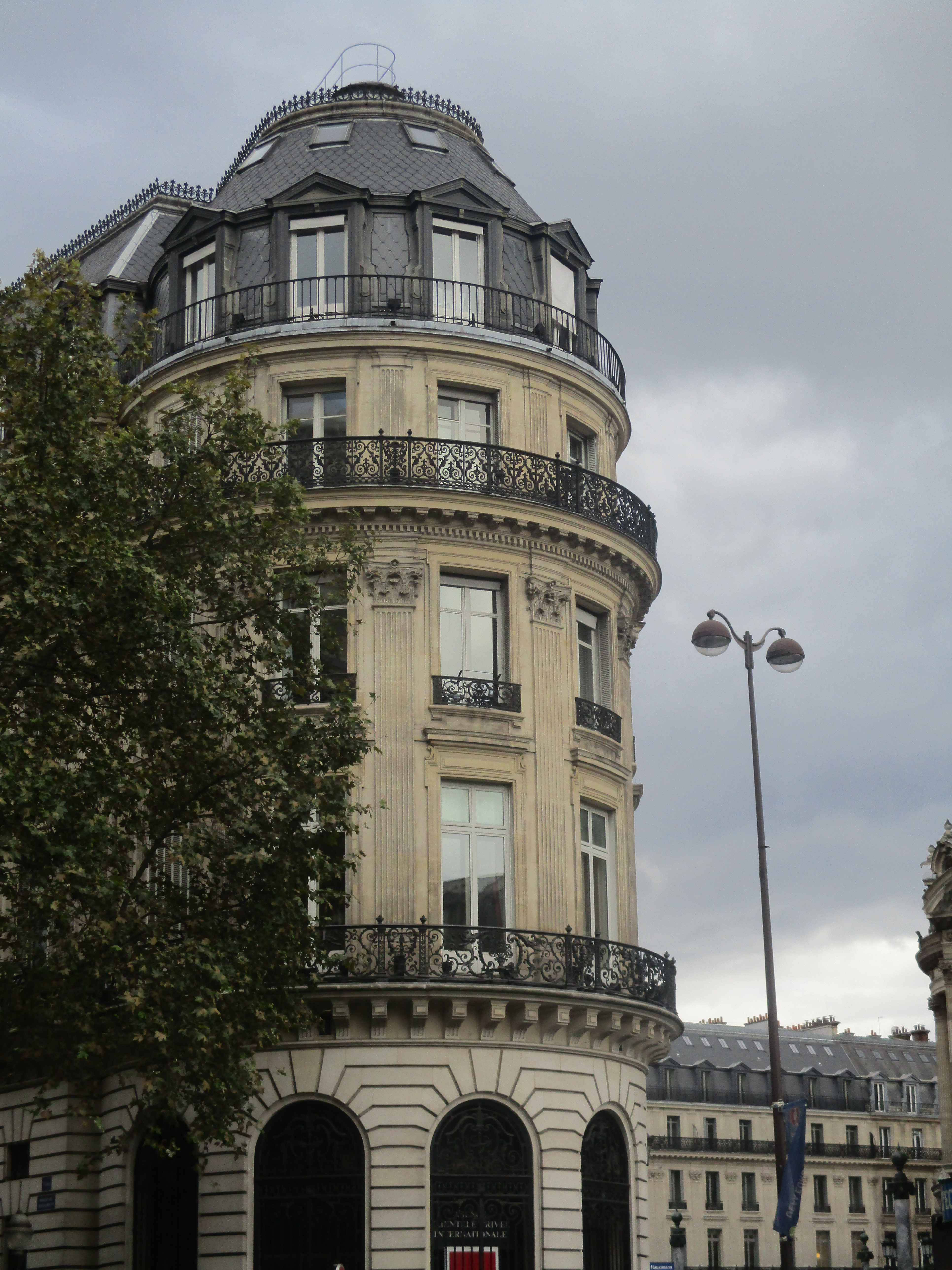
Le balcon de Gustave Caillebotte au 3e étage.